# Ors (gemeente)
Ors is een gemeente in het Franse Noorderdepartement (Frans: département du Nord) (regio Hauts-de-France). De plaats maakt deel uit van het arrondissement Cambrai. Het dorp ligt aan het kanaal Samber-Oise. De gemeente telde 639 inwoners op 1 januari 2022.

## Geografie
De oppervlakte van Ors bedroeg op 1 januari 2022 17,76 vierkante kilometer; de bevolkingsdichtheid was toen 36 inwoners per km².

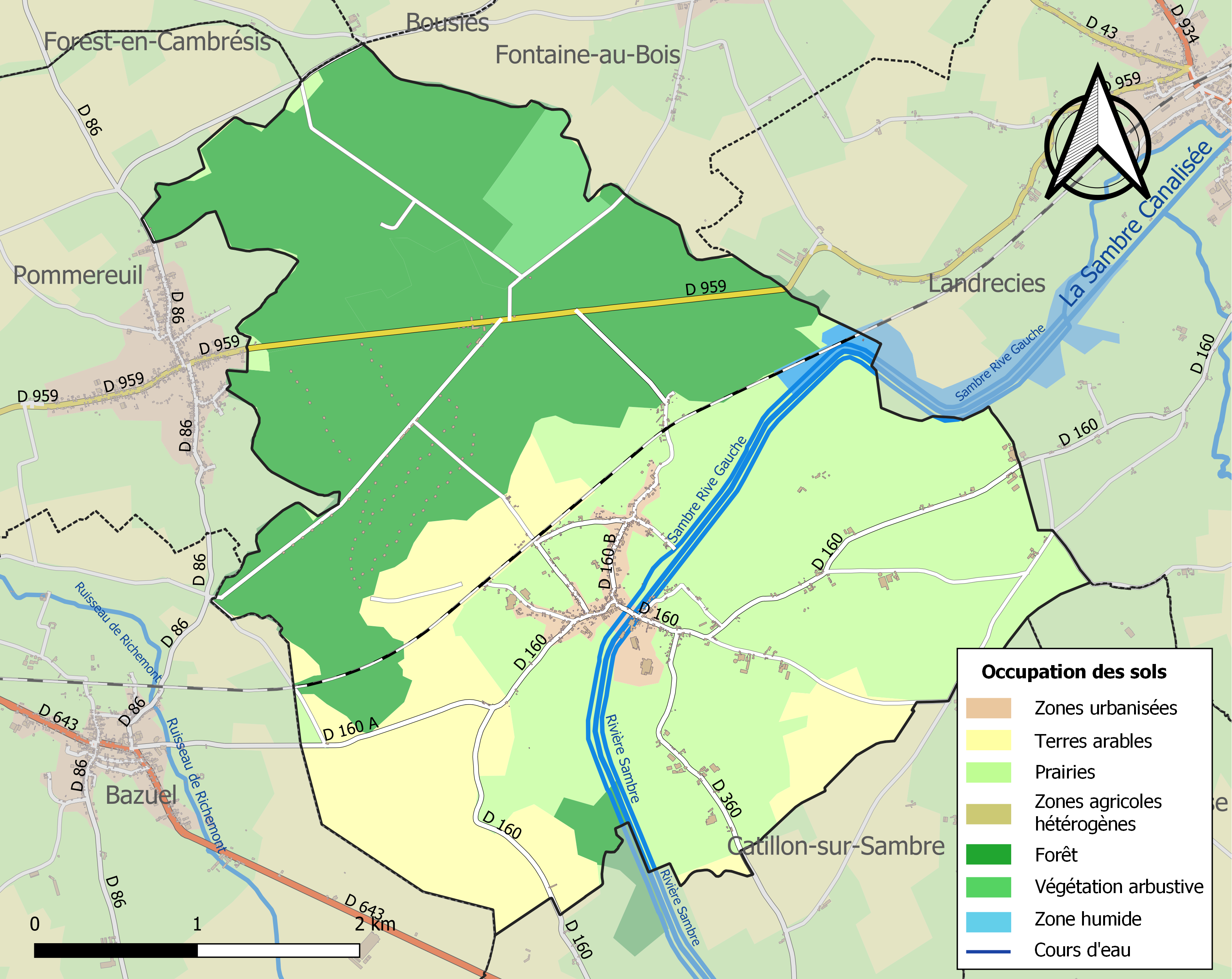
Kaart van de gemeente met belangrijkste infrastructuur, bodemgebruik en omliggende gemeenten

## Verkeer en vervoer
In de gemeente ligt spoorwegstation Ors.

## Demografie
Onderstaande figuur toont het verloop van het inwonertal (bron: INSEE-tellingen).

## Fotogalerij

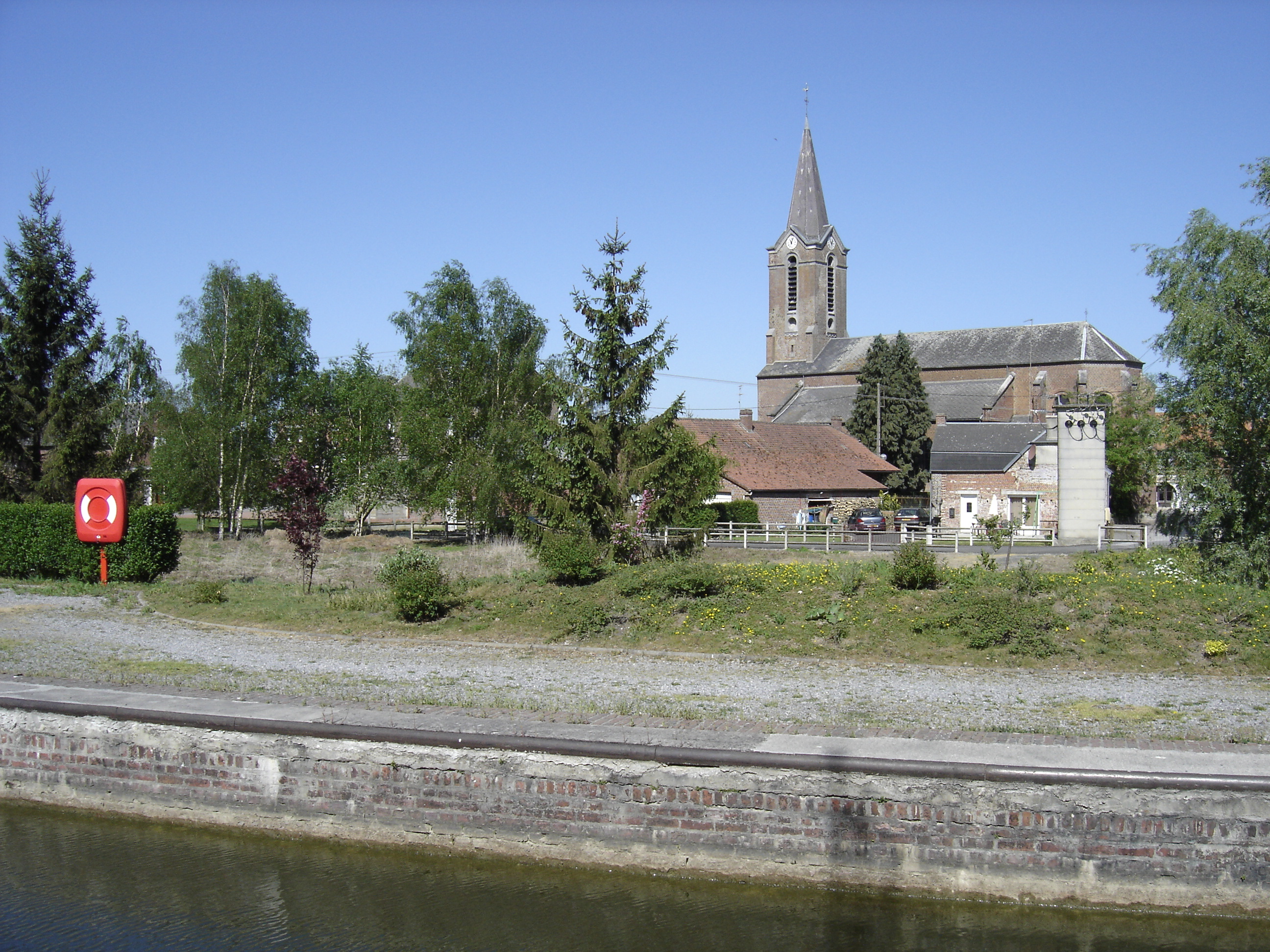
Het dorp met de kerk; op de voorgrond: het Samber-Oisekanaal
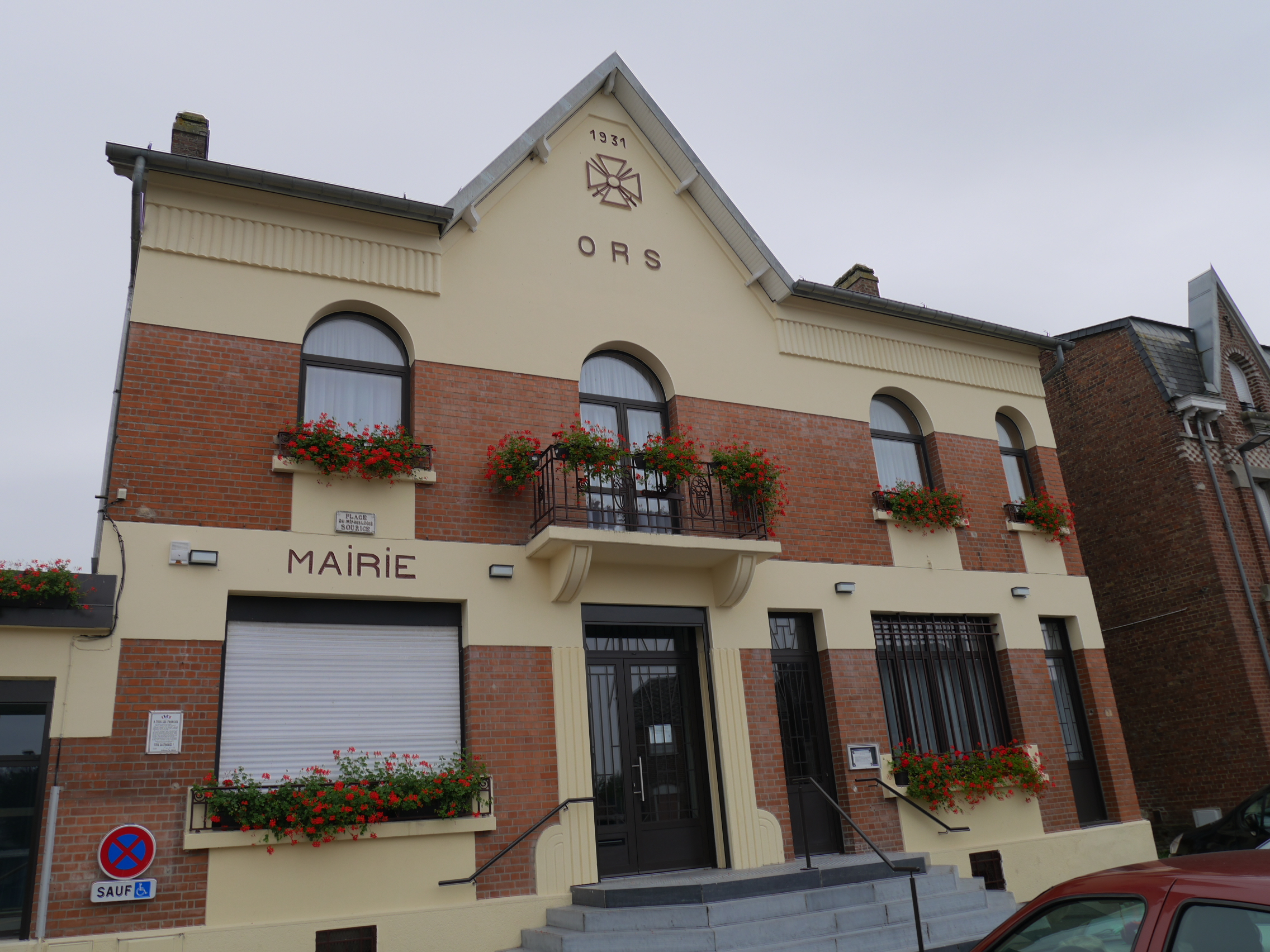
Gemeentehuis (mairie)
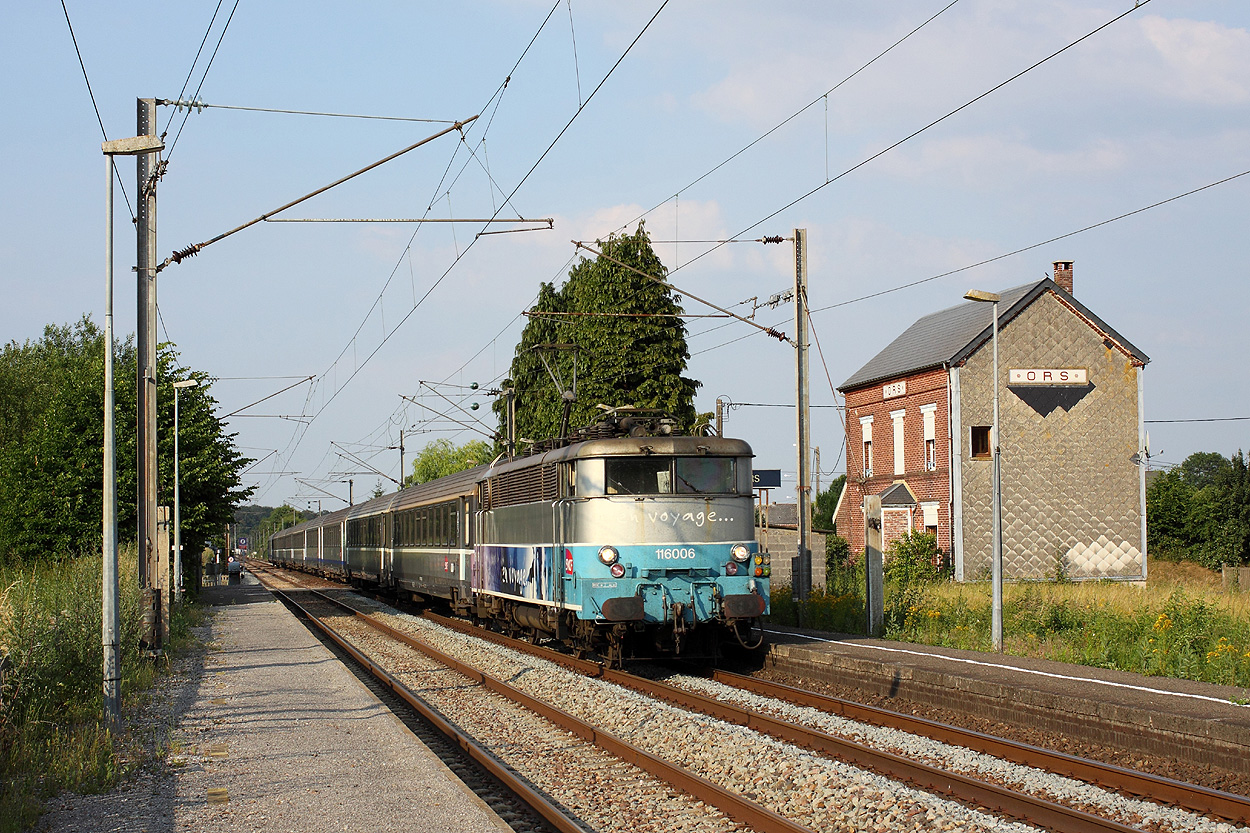
Spoorwegstation Ors
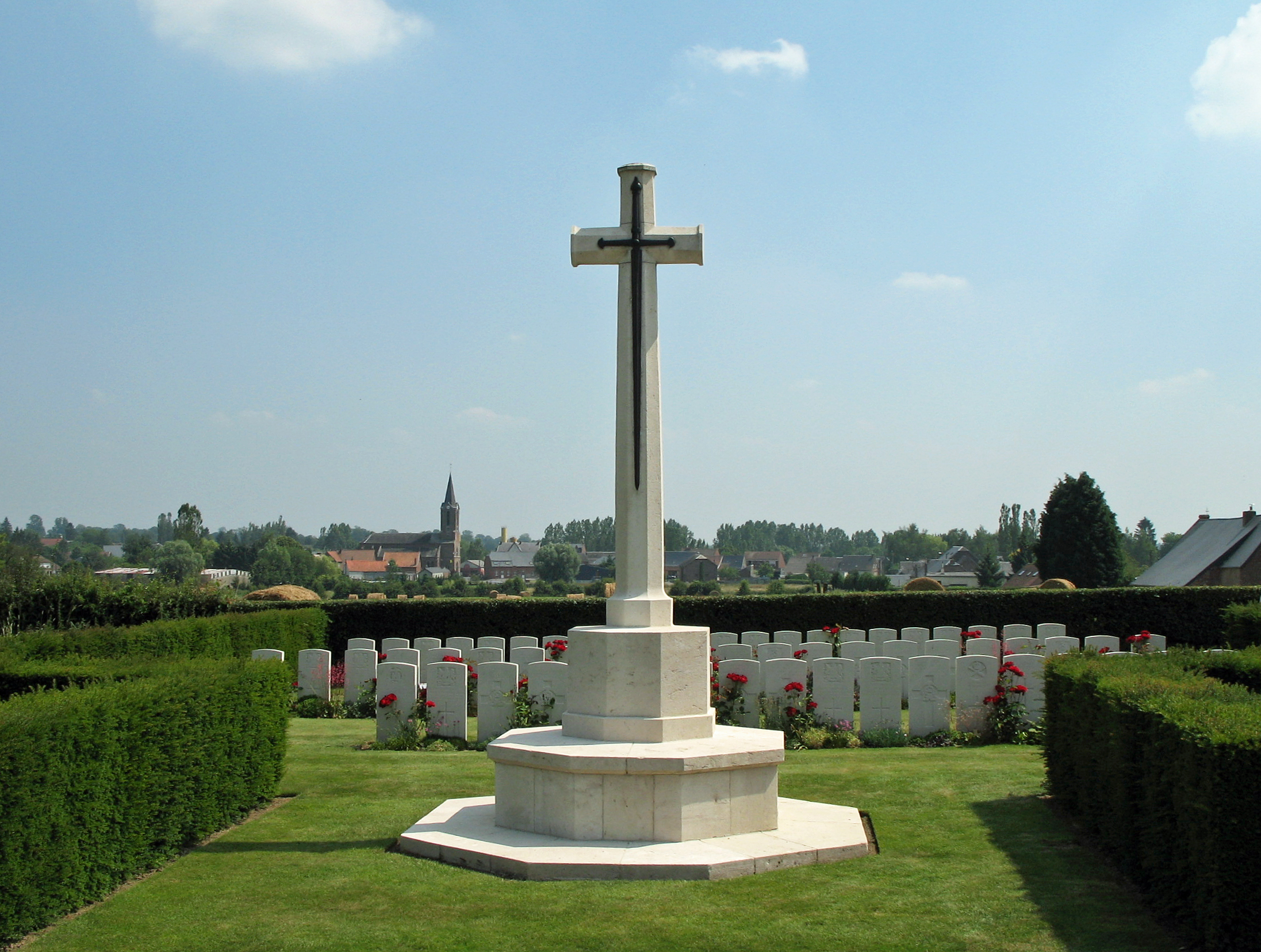
Britse oorlogsgraven op de gemeentelijke begraafplaats
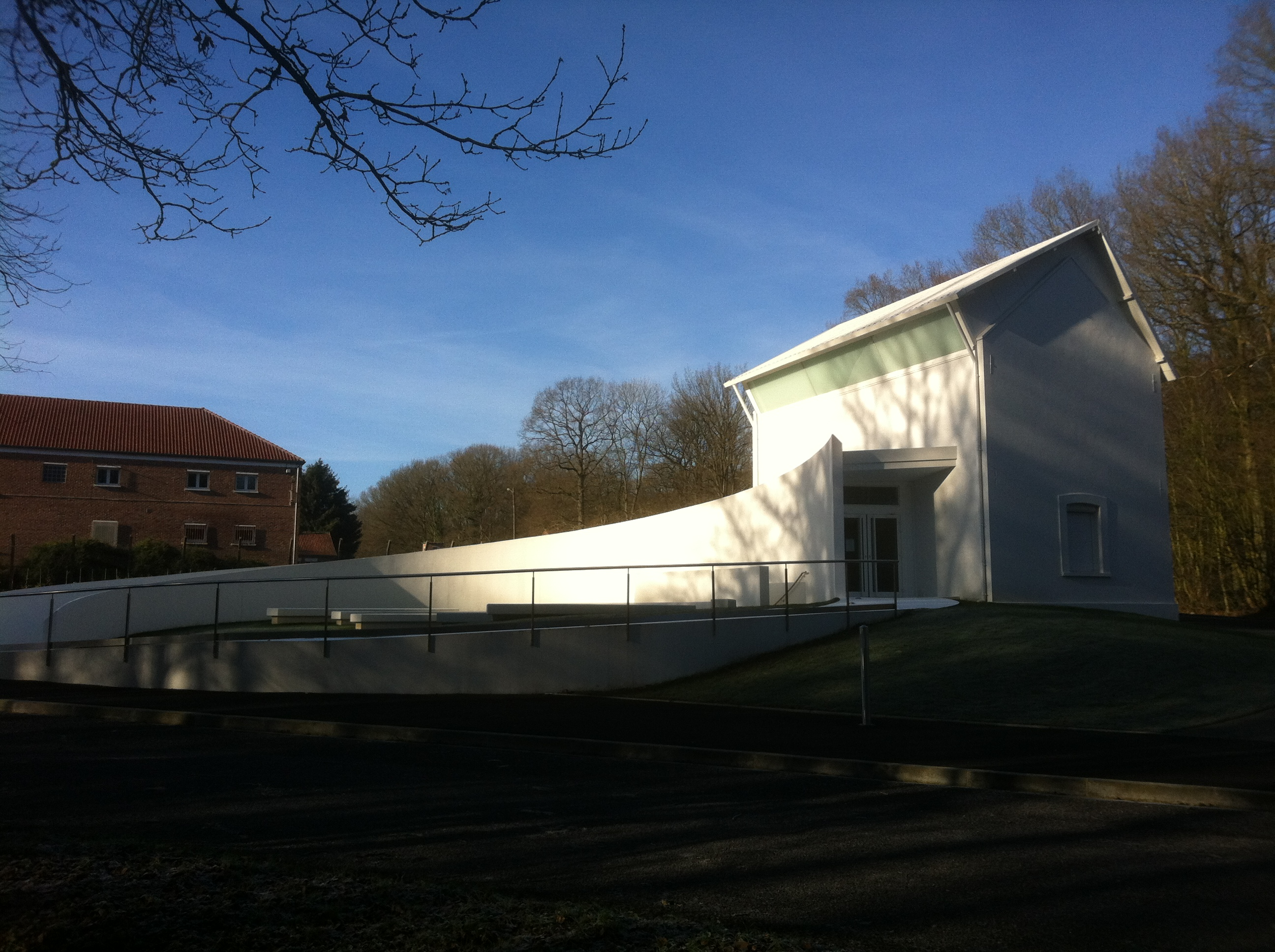
Monument ter nagedachtenis van de Britse dichter Wilfred Owen (1893-1918)
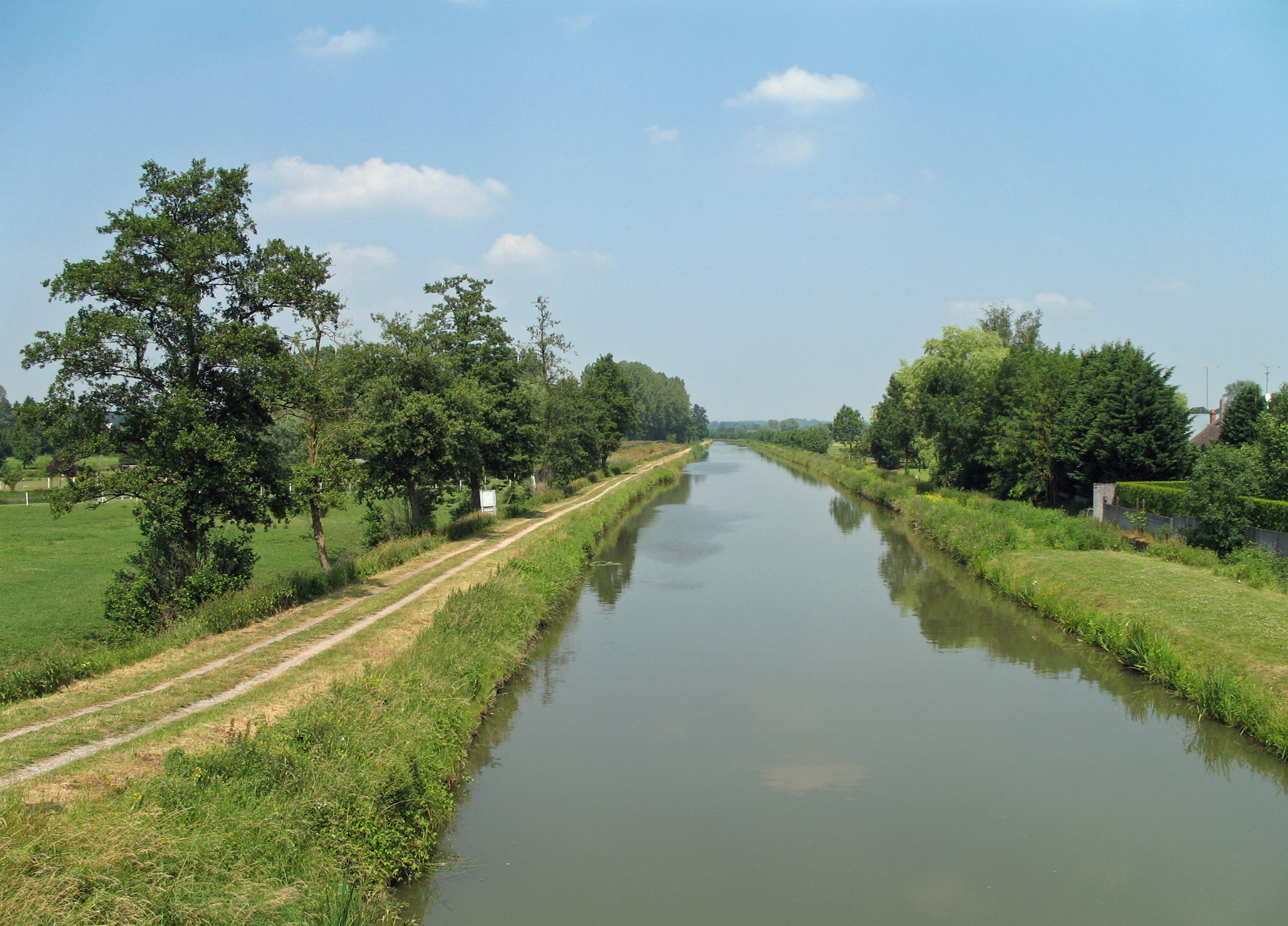
Het Samber-Oisekanaal in de buurt van Ors